# デイヴィッド・ドゥビンスキー

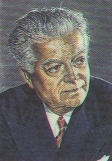
デイヴィッド・ドゥビンスキー

デイヴィッド・ドゥビンスキー（David Dubinsky, 1892年2月22日 - 1982年9月22日）はポーランド（ベラルーシ）出身のアメリカの労働組合運動指導者。本名はダヴィド・イサーク・ドゥブニェフスキ（David Isaac Dubnievski）。
3歳でウッチに移住。1906年にユダヤ人ブンドに加入し組合活動に参加するが、ロシア当局の弾圧によって1908年に入獄。チェリャビンスク、ビャウィストクとシベリア各地を流刑された挙句、1911年にアメリカに移住する。
1932年から1966年まで国際婦人服労働組合* International Ladies' Garment Workers' Union (ILGWU) の会長を務め、更にアメリカ労働総同盟（AFL, 1886年設立）でも副会長を務めるが、1936年にAFLから組合ごと脱会し、 アメリカ労働総同盟・産業別組合会議(CIO)結成に参加。更に、CIOを足場としてアメリカ労働党を結成するものの、路線対立から1940年にCIOを離脱。AFLに復帰する一方で、ニューヨーク自由党に加わってウェンデル・L・ウィルキー支持を画策するなどした。

## 文献案内
- "David Dubinsky: A Life With Labor", by David Dubinsky and A.H. Raskin, ISBN 0671224379